# Hadi Kereszt (olasz)
Az olasz Hadi Kereszt (olasz nyelven: Croce di Guerra) egy első világháborús olasz kitüntetés, amelyet Olaszország 1918. január 19. óta adományoz azoknak a katonáknak, akik legalább egy évet hősiesen, figyelemre méltóan szolgáltak. A kitüntetést fegyvernemtől független, hősi cselekedetekért (földön, vízen, levegőben) is adományozzák. Az első világháború során számos külföldi katona is megkapta ezt az elismerést.